# Limnichoderus fragosus
Limnichoderus fragosus är en skalbaggsart som beskrevs av Wooldridge 1981. Limnichoderus fragosus ingår i släktet Limnichoderus och familjen lerstrandbaggar. Inga underarter finns listade i Catalogue of Life.